# Rafael Merry del Val y Zulueta

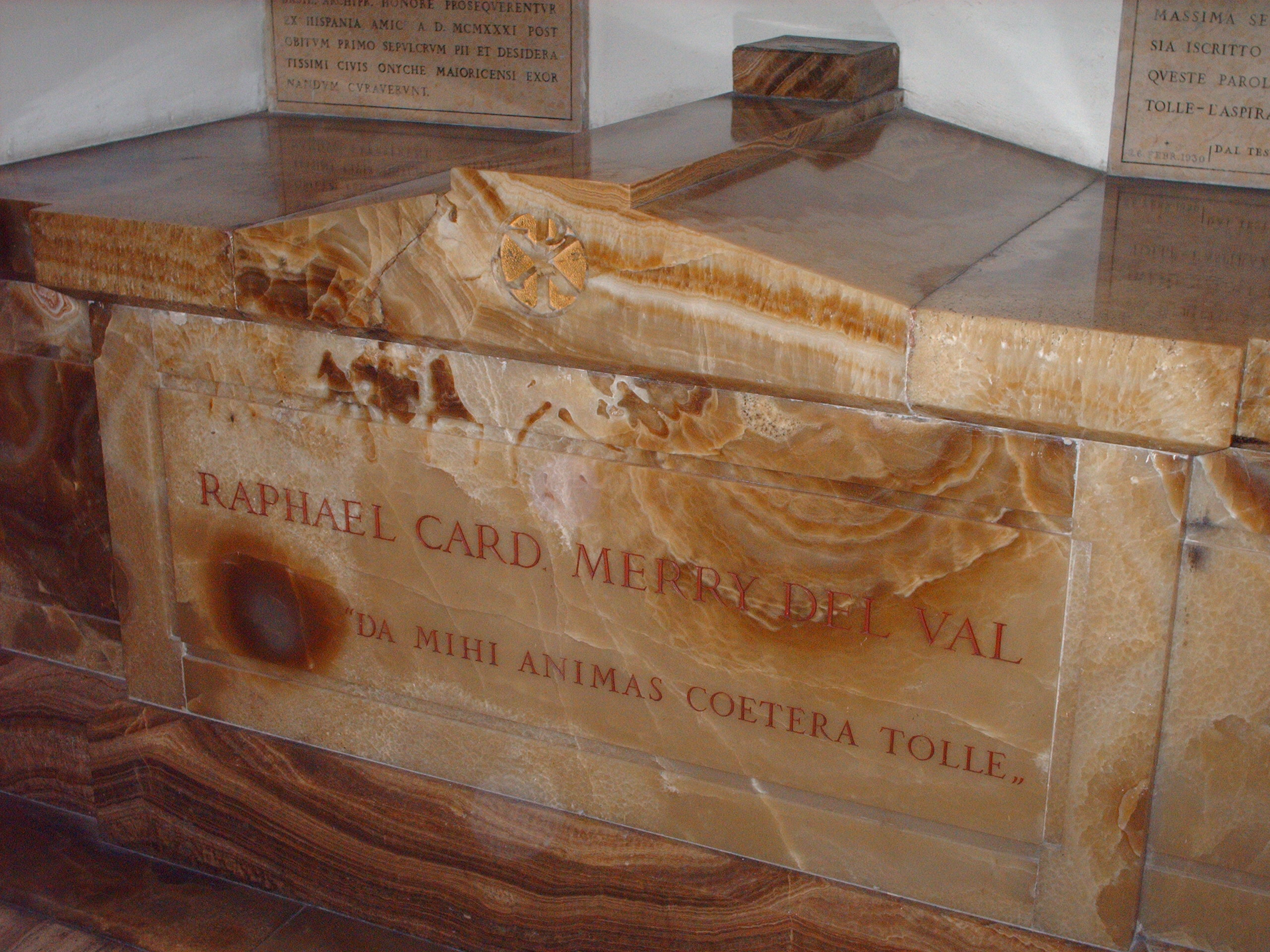
Kardinal Merry del Vals grav

Rafael Merry del Val y Zulueta, född 10 oktober 1865 i London, England, död 26 februari 1930 i Vatikanen, var en spansk kardinal och teolog. Han var son till den spanske diplomaten Rafael Merry del Val och dennes hustru Josefina de Zulueta.

## Biografi
Merry del Val fick sin grundläggande skolning vid bland annat jesuitskolan i Namur i Belgien. Han studerade vid Gregoriana i Rom där han avlade doktorsexamen i filosofi och senare teologi. Merry del Val diakonvigdes den 27 maj 1888 i kyrkan Sant'Anna in Via Merulana på Esquilinen i Rom. Den 30 december samma år prästvigdes han i samma kyrka.
Under en tid var Merry del Val sekreterare åt ärkebiskop Luigi Galimberti, Österrikes nuntie. Under 1890-talet fick han en rad uppdrag, bland annat att inspektera katolska skolor i Manitoba i Kanada.
Den 6 maj 1900 vigdes Merry del Val till titulärärkebiskop av Nicaea. Vigningen ägde rum i den spanska nationskyrkan i Rom, Santa Maria di Monserrato. Han deltog i konklaven 1903 som valde kardinal Sarto till ny påve. Den nye påven utsåg den 9 november samma år Merry del Val till kardinalpräst av Santa Prassede. Samtidigt utsågs han till Heliga stolens utrikesminister.
Kardinal Merry del Val var camerlengo från 1911 till 1912. 1914 deltog han i konklaven som valde kardinal della Chiesa till ny påve. Merry del Val lämnade då posten som Heliga stolens utrikesminister och utnämndes istället till prefekt för Troskongregationen. Denna post innehade han till sin död 1930.
Rafael Merry del Val vilar i de Vatikanska grottorna under Peterskyrkan. 1953 öppnades hans saligförklaringsprocess. Han har fått en gata uppkallad efter sig i Trastevere i Rom, Via Cardinale Merry del Val.

## Fördjupningslitteratur
- Cenci, Pio, Il Cardinale Raffaele Merry del Val. Roma 1933.
- Quinn, Mary Bernetta, Give Me Souls: A Life of Raphael Cardinal Merry del Val. Westminster: Newman Press 1958.